# إيبوجايين
 الإيبوجايين أو  الإيبوجين (بالإنجليزية: Ibogaine) مركب إندول قلويدي وينتمى لعائلة تريبتامين التي ينتمي إليها الناقل العصبى سيروتونين و مركب ميلاتونين، مركب اكتُشِف في جذور أَشجار الايبوجا (Tabernanthe iboga)، وَيوجد بِنسب أَقل في نباتات أُخرى، يقوم السكان الأَصليين في الجابون عادةً بمضغ الجذور لعلاج الوهن والجوع والعطش، وَ يُستخدم ضمن طُقوس دينيه بِجرعات عاليه. تساعد الجرعات الأعلى المستخلصة من الجذور بتغيير الحالة الذهنية، فَيشعر من يتعاطى هذا النبات بِحاله مِن أَحلام اليقظه يَتم خِلالها رُؤية أَحداث الماضي وَرُبما مُراجعة الأَفكار وَتستمر الحالة لِعدة ساعات .

## نبذه تاريخيه
اكتشف الأَمريكى هـ. س  لوتسوف قدرات المُركب على عِلاج الإِدمان وَكان مُدمناً للهروين فَأخذ على استعماله ثُمَ وَجد نَفسه أَصبح كارِهاً للهروين فاكتشفَ الآثار العلاجيه للنبات وَتحول إِلى رجل آخر نذرَ حياتَهُ لِعلاج الإِدمان .و في عامي 1962-1963 في الولايات المتحدة الأمريكية، نظّمَ هـ. س لوتسوف (H. S. Lotsof) أَول جَلسات سَريرية مَفتوحة لِمدمني الهيروين والكوكايين.
وكان استنتاج هـ.س لوتسوف بأنَ جُرعة واحدة من إيبوجايين أَدت إلى اختفاء الرَغبة في تناول المُخدر لِوقت طَويل عندَ عَدد مِن المَرضى وَ منع أَعراض الحِرمان من المُخدر عِندَ مُدمني الهيروين . ثُم تَم تسجيل دِراسات لوتسوف حَول العلاج بإيبوجايين كَبراءة اختراع ما بين عامي 1985-1992 لِلعلاج مِن الأَفيون، الكوكايين، الكحول، النيكوتين، و عدة أَنواع أُخرى من المخدرات.
في أوائل القرن العشرين، وَصف الأَطباء النفسيون إيبوجايين لِلعلاج وَ المُساعدة على شِفاء حالات الوَهن العَصبي. ثُم بيعت في الثلاثينيات من القرن العشرين مُستخلصات تحتوي على إيبوجايين تحت اسم لامبارين أو إيبرتون كمُنشطات وَ مُقويات عضلية، وذلك دَون الاستناد إلى قاعدة عِلمية كبيرة وَ مُمارسات طبية مَدروسة.
فَكان في السِتينيات أن ازدادت التَقارير التي رَصدت حالات الهَلوسة الناتِجة عَن تناول إيبوجايين، حتى تمَ حَظر استخدامه في العَديد مِن الدُول بِما فيها الولايات المتحدة الأمريكية في عام 1970 . ثُم َتم البدأ بِإجراء تَطبيقات على إيبوجايين، ومن خلال دراسات موافق عليهاأجريت في هولندا، وكانت مدعومة مِن قبل (NDA International from 1985)، ولحسن الحَظ كانت نَتائج الدِراسات الهولندية واعدة جِداً، حَيث إن تطبيق جُرعة واحدة من إيبوجايين (20- 25 مغ/كغ) أَدت إلى الامتناع عَن الإدمان لِمُدة سِتة أَشهر عند ثُلثي المرضى على الأُقل من أصل 35 مُدمن هيروين وكوكايين .
ثُمَ تواصلت بعد ذلك الدراسات من قبل المُختصيين وَ تم معرفة الكثير عن آلية العَمل وَ حركية الدَواء والآثار الجانبيه.

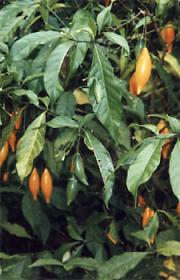
نبات الأيبوجا

## حَركية الدواء

### الامتصاص
يُمتص الدَواء جَيداً بَعد تناوله عَن طَريق الفم على هيئة كَبسولات أَو شَراب وعادة ما تكون الجُرعة المُستخدمه من 10-20 ملغ/كغ .

### الاستقلاب
يُسْتَقْلَب إيبوجايين بِسرعة نِسبياً في كَبد الإنسان وَكذلك الحيوان، وَيتعرض أَثناء مُروره بالكبد للأيض السريع فيما يُعرف بتأثير المرور الأولي (first pass effect) حَيث يتم استقلاب إيبوجايين أساساً بمساعدة إنزيمات السيتوكروم خُصوصاً سيتوكروم 2D6) وهو الإِنزيم الأَساس حيث يُسْتَقْلَب إيبوجايين بواسطة (سيتوكروم 2D6) عن طَريق نزع مجموعة المَيثيل المُرتبطه بالأُكسجين وَينتج عن ذلك مُركب فعال وَهو النُور إيبوجين وَله مَفعول أَطول في الجِسم، وَرُبما يُشارك في عَملية الاستقلاب الانزيم الكبدى سيتوكروم (سيتوكروم 3A4) بنسبة ضَئيله .

### التوزيع
يَتوزع إيبوجايين وَالنور إيبوجين إلى مُعظم أَنسجة الجسم وَمنها إلى المخ وَقد يتراكم في الدُهون.و لكن يُلاحَظ تناقص تركيز إيبوجايين في الدم بُسرعة نسبياً بَينما ينقص تركيز النور إيبوجين بِبطء شَديد، حيث يُبدو أن فترة عُمر النصف للنور إيبوجين تَزيد عَن 24 ساعة بينما إيبوجايين حوالي 6 ساعات .

### الإخراج
يَتم إخراج نواتج المركبات الناتجة عن عملية الأيض للايبوجين عَن طريق الكلى .

### تباين حركية الدواء في الرجال والنساء
لُوحظ اختلاف حركية الدواء بِشكل غير اعتيادي فِي النساء عَنها في الرجال، ومن ذلك : أَنهـ يَبلغ تَركيز الإِيبوجين في المُخ في النِساء ثلاث أَضعاف مِثيله في الرجال.

### تأثير العوامل الوراثية على الاستقلاب
وجدَ أَن استقلاب الدَواء يَخضع لِعوامل وراثية تُعزى إِلى حُدوث قصور في بعض الأَشخاص في نَشاط الانزيم (CYP2D6).

## آلية العمل

بعض المستقبلات في المخ

جعل الله عَلى سطح الخلَايا بَوابات مُعقدة التركيب تُسمى المستقبلات وهيَ تتنوع وتَختلف من نسيج لآخر وَتُؤدى عملها في تَناسق وَتَناغم عَجيب وَتعمل أَغلب الأدوية بِتغير نَشاط هذه المُستقبلات تَنشيطاً أو تَثبيطاً .
يُعد التأَثير الدَوائي للإيبوجين مُعقداً حيثُ لَه مَفعول مَتعدد، وَلعل هَذا يُوضح وَيُفسر المَجال الواسع لِهذا المُركب العَجيب لِعلاج إدمان مُواد مُختلفة التَركيب وَالآثار مُثل الهيروين وَ الكوكايين وَرُبما الكُحول .
يَعمل إيبوجايين وَ النورإيبوجين عَلى العديد مِن أَنظمة الناقلات العَصبيه فِي المُخ وَهذه التأثيرات مُجتمعه تُفسر كَيفية الحَد مِن أَعراض الانسحاب التي تَحدث للمُدمنين عندَ التَوقف عَن تَعاطى المخدرات، حيثُ يرتبط إيبوجايين والنور إيبوجين بِالعديد مِن المستقبلا ت العَصبيه في الجَهاز العَصبي المركزي وَ تشمل مُستقبلات السيروتونين المُختلفه وَ المستقبلات الأَفيونيه . وَكذلك يرتبط بنوع مُعين من القنوات الأَيونيه تُسمى NMDA (اختصار N-methyl D-Asprtate receptor) هذه القنوات تَعتمد في عملها ( الفَتح والإغلاق والتَحكم في مرور الأَيونات مِثل الكالسيوم ) عَلى الجُهد وأَيضاً أَحماض أمينيه مُعينه مِثل الجلوتاميات وأَي مِن السيرين أو الجلايسين. فيُعَّدُ إيبوجايين مُضاداً لا تنافسياً لِمستقبلات NMDA السابق ذكرها وهذا يُفسر عَمل إيبوجايين والنور إيبوجين عَلى هذه القَنوات المَفعول المُضاد للإكتئاب .

## الآثار الجانبيه
عندَ إِجراء بَعض التجارب الإكلينيكية الخاصة بِالمأمونية، لُوحظت بعض الأَعراض الجانبية وكَان أكثرها شيوعاً الغثيان و الرَجفة الخَفيفة والتَرنح العابر الخَفيف، وكل ذلك بَعد ساعة من تَناول الدواء.
 لَمُ يلاحظ تغيُرات جديرة بِالاهتمام في كل من الإِنزيمات الكَبدية، وَ لم يَكن هُناك أية تأثيرات نَفسية حادة تَالية للدِراسة أَو أي خَلل في وظيفة الدماغ، وَلكن بعض الأَشخاص الذين تَم عِلاجُهم عانوا مِن بَعض الاضطرابات في النوم لِفترة مَحدودة، وَلكن أمكن السيطرة عليه بِالمنومات التَقليديه .ويصاب الشَخص في مُعظم الأحيان بالترنح، وَ رعشه في اليدين، وَ الغَثيان بَعد وقت قصير مِن تعاطي الدَواء، كماقَد يكون مَصحوب بانخفاض ضغط الدم عِند مُدمني الكوكايين و إِبطاء مُعدل ضَربات القلب في بَعض الأحيان .
وَلكن لوحظ أَنه في الجُرعات العالية أو السامة : قَد يُؤدى إلى التشنجات، وَ الشلل، وَ فَشل في الجهاز التنفسي. كما أَشارت بعض الأَبحاث على حَيوانات التَجارب أَن الجُرعات العالية مِن الإيبوجيين (100 ملغم / كغم) قَد تُؤدي إلى مَوت بعض الأنسجه في المُخ ( هذه الجرعات عاليه جداً لا تُستخدم في الإنسان ) وَلكن أَبحاث أُخرى نَفت حُدوث ذلك في الجُرعات العادية، مِثل 25 ملغ / كغم. كما أَشارت بعض التَقارير الأخرى أَن احتمالات التَسمم تَزيد عندَ تعاطي المَواد الأفيونيه أَثناء العِلاج . بَينما لَم تُشر أَي تَقارير لاحتمال إدمان إيبوجايين نَتيجةً للعِلاج . وَيُشير بَعض الباحثين أَن بعض الآثار الجانبيه يُمكن الحد مِنها باستبعاد مَن لَديهم أَمراض القَلب أَو الكبد وَ، كما أن يَجب تعاطي دَواء مُضاد للقيء وَالمحافظة على تَوازن السَوائل في الجِسم أَثناء العِلاج . وَإن مِن المُهم مَعرفة قُدرة المريض على استِقلاب الدواء، لِأن هذا الدَواء يَعتمد على إِنزيم مُعين في الكَبد وَ كفائة هذا الإِنزيم تَعتمد على عوامل وراثية وَبعض الأَفراد قد يكون الإنزيم ضَعيف النشاط مِما يُؤدي لِحدوث التَسمم مَع الجُرعات العادية .

## المَراجع
1. ↑  سمير إسماعيل الحلو (1999)، القاموس الجديد للنباتات الطبية: أكثر من 2000 نبات بأسمائها العربية والإنجليزية واللاتينية (بالعربية والإنجليزية واللاتينية) (ط. 1)، جدة: دار المنارة، ص. 56، OCLC:1158805225، QID:Q117357050
2. 1 2  Howard Lotsof
3. ↑  Pablo J, Tyndale R, Obach S, Hearn WL, Mash DC.

“Pharmacokinetic Disposition of Ibogaine after Oral Administration to Human Subjects”.

College on Problems of Drug Dependence (CPDD). 1998 Jun;.